# Peristeri BC
El Peristeri BC és un club de bàsquet de la ciutat grega de Peristeri ubicada a l'àrea urbana d'Atenes. És la secció de basquetbol de la societat poliesportiva Gymnastikos Syllogos Peristeri (Γυμναστικός Σύλλογος Αμαρουσίου).

## Palmarès
- Supercopa grega
  - Finalistes (1): 2020

## Números retirats
- 10 - Alphonso Ford
- 13 - Nikos Fasouras

## Jugadors destacats
- Marko Jarić
- Milan Gurović
- Michalis Pelekanos
- Pete Mickeal
- Audie Norris
- Ferran Martínez i Garriga